# يوهانس زان
جوهانس زان (بالألمانية: Johannes Zahn)‏ (و. 1817 – 1895 م) هو عالم عقيدة، وعالم موسيقى، ومؤلف، وكاتب ألماني، توفي في نوينديتيلسآو، عن عمر يناهز 78 عاماً.

## روابط خارجية
- جوهانس زان على موقع ديسكوغز (الإنجليزية)